# Gualberto Fernández
Juan Gualberto Fernández (ur. 12 lipca 1941 w San Salvador) – salwadorski piłkarz, reprezentant kraju grający na pozycji bramkarza.

## Kariera klubowa
Gualberto Fernández podczas kariery piłkarskiej występował w meksykańskim klubie Atlante FC.

## Kariera reprezentacyjna
Gualberto Fernández grał w reprezentacji Salwadoru w latach sześćdziesiątych i siedemdziesiątych. W 1968 roku wystąpił na Igrzyskach Olimpijskich w Meksyku, gdzie wystąpił w przegranych meczach z Izraelem, Węgrami i zremisowanym z Ghaną. W 1968 i 1969 roku uczestniczył w eliminacjach Mistrzostwach Świata 1970. Na Mundialu w Meksyku był rezerwowym i nie wystąpił w żadnym spotkaniu.